# Liste der denkmalgeschützten Objekte in Semmering (Niederösterreich)
Die Liste der denkmalgeschützten Objekte in Semmering enthält die 16 denkmalgeschützten, unbeweglichen Objekte der Gemeinde Semmering im niederösterreichischen Bezirk Neunkirchen.

## Denkmäler
| Foto |                 | Denkmal | Standort                                           | Beschreibung | Metadaten |
| ---- | --------------- | --- | -------------------------------------------------- | --- | --- |
| ja   | Datei hochladen | Sog. Pollerosshaus HERIS-ID: 35039 Objekt-ID: 33632                                                           | Adlitzgrabenstraße 2 Standort KG: Kurort Semmering | Eines der ältesten Bauernhäuser der Semmeringregion ist heute ein Nebengebäude der Villa Alber. Es ist eingeschoßig mit Schopfwalmdach, die Stuben sind mit Holzbalkendecken (bezeichnet 1595) ausgestattet. | BDA-Hist.: Q37961345 Status: Bescheid Stand der BDA-Liste: 2025-06-30 Name: Sog. Pollerosshaus GstNr.: .78 |
| ja   | Datei hochladen | Ehem. Kaiser Franz Josef Jubiläums-Volksschule HERIS-ID: 35035 Objekt-ID: 33628                               | Am Wolfsbergkogel 19 Standort KG: Kurort Semmering | Bezeichnet mit 1908 wurde es von Alfred Wildhack erbaut. Es ist kleiner asymmetrischer Bau mit Schopfwalmdächern und Zwerchgiebeln, späthistoristisch kombiniert mit secessionistischem Sonnenblumenfries und alpenländischen Zierelementen. | BDA-Hist.: Q37961272 Status: Bescheid Stand der BDA-Liste: 2025-06-30 Name: Ehem. Kaiser Franz Josef Jubiläums-Volksschule GstNr.: .74 |
| ja   | Datei hochladen | Villa Bündsdorf HERIS-ID: 35034 Objekt-ID: 33627                                                              | Bündsdorfweg 5 Standort KG: Kurort Semmering       | Die Villa wurde 1892/93 von Josef Bündsdorf für seine Mutter errichtet. Das repräsentative blockhafte Gebäude mit verschiedenförmigen Fensteröffnungen und reicher Dachpartie ist ein im Semmeringgebiet seltenes Beispiel des Späthistorismus mit frühen Anklängen des Heimatstils. | BDA-Hist.: Q37961258 Status: Bescheid Stand der BDA-Liste: 2025-06-30 Name: Villa Bündsdorf GstNr.: .203 |
| ja   | Datei hochladen | Pfarrhof HERIS-ID: 35037 Objekt-ID: 33630                                                                     | Hochstraße 40 Standort KG: Kurort Semmering        | Der Pfarrhof wurde 1896 von Gustav von Neumann im Stil der Villen und Landhäuser seines Bruders Franz von Neumann mit großflächiger Verwendung von Holz und alpenländischem Zitaten erbaut, es ist ein ehemaliges Benefiziatenhaus. | BDA-Hist.: Q37961316 Status: § 2a Stand der BDA-Liste: 2025-06-30 Name: Pfarrhof GstNr.: .227 Pfarrhof Semmering |
| ja   | Datei hochladen | Wetterhäuschen HERIS-ID: 71240 Objekt-ID: 84396                                                               | bei Hochstraße 65 Standort KG: Kurort Semmering    | Das Häuschen wurde um 1900/05 hergestellt. Hersteller war die Eisengießerei Johann Friedrich Mack aus Frankfurt am Main, die Instrumente stammten von Heinrich Kappeller aus Wien. Nach einer Beschädigung durch einen Unfall wurde es restauriert und 2016 an den Südbahnhotel-Blickpunkt versetzt. | BDA-Hist.: Q38127054 Status: § 2a Stand der BDA-Liste: 2025-06-30 Name: Wetterhäuschen GstNr.: 809/116 Wetterhäuschen Semmering |
| ja   | Datei hochladen | Ehem. Meierei des Südbahnhotels HERIS-ID: 58376 Objekt-ID: 69017                                              | Meiereistraße 3 Standort KG: Kurort Semmering      | Die ehemalige Meierei des Südbahnhotels wurde 1900/01 nach Plänen von Alfred Wildhack und R. Morpurgo von A. Kautz erbaut. Sie hat späthistoristische Formen mit alpenländischen Zitaten und Holzarchitektur. Seit 1926 fungiert sie als Golfklub. Zum Ensemble gehört noch die ehemalige Meiereiwohnung mit Schlachthaus und das Meiereigebäude (heute Clubhaus). | BDA-Hist.: Q84702738 Status: Bescheid Stand der BDA-Liste: 2025-06-30 Name: Ehem. Meierei des Südbahnhotels GstNr.: .87/1, .87/2, .87/3 Meierei Südbahnhotel Semmering                                                                                            |
| ja   | Datei hochladen | Park-Villa Maxi Böhm HERIS-ID: 35038 Objekt-ID: 33631                                                         | Maxi Böhm Straße 1 Standort KG: Kurort Semmering   | Der Bau wurde 1882 auf einer Parzelle der Südbahngesellschaft von J. Daum für J. Schönthaler begonnen, 1885 von Franz Neumann fertiggestellt. Er ist der Prototyp einer Villa am Semmering, wo alpine Holzarchitektur mit städtischem Villenbau verbunden wird. Später wurde er durch Fellner & Helmer für Otto Seybel (1845–1927) gegen Westen zu einer Art Doppelgiebelhaus vergrößert (1888, 1895, 1907). 1967–1981 wurde das Haus von Maxi Böhm als Pension geführt. | BDA-Hist.: Q37961330 Status: Bescheid Stand der BDA-Liste: 2025-06-30 Name: Park-Villa Maxi Böhm GstNr.: 823/1 |
| ja   | Datei hochladen | Kommunaler Wohnbau HERIS-ID: 71054 Objekt-ID: 84204                                                           | Südbahnstraße 4 Standort KG: Kurort Semmering      | Der Bau ist mit 1906 bezeichnet, wurde von Alfred Wildhack erbaut und weist eine viergeschoßige Mittelachsenfassade mit neobarocken und secessionistischen Einzelformen auf. | BDA-Hist.: Q38126568 Status: § 2a Stand der BDA-Liste: 2025-06-30 Name: Kommunaler Wohnbau GstNr.: 769/2 Südbahnstraße 4, Semmering |
| ja   | Datei hochladen | Ehem. Villa/heute Pension Alexander HERIS-ID: 58685 Objekt-ID: 69458                                          | Hochstraße 43 Standort KG: Kurort Semmering        | Die Villa wurde 1908/09 von Anton Krones für Richard Alexander erbaut, stilistisch ist sie eine Mischung aus Historismus und Heimatstil mit Formen der Wiener Werkstätte. | BDA-Hist.: Q38084420 Status: Bescheid Stand der BDA-Liste: 2025-06-30 Name: Ehem. Villa/heute Pension Alexander GstNr.: .283, 786/23 |
| ja   | Datei hochladen | Ehem. Villa Miomir, urspr. Villa Löwy HERIS-ID: 35036 Objekt-ID: 33629                                        | Hochstraße 54 Standort KG: Kurort Semmering        | Die Villa wurde laut Bezeichnung 1909/10 von Siegmund Müller erbaut. 1950–1986 fungierte sie als Gemeindeamt. Sie ist späthistoristisch mit sachlichen und secessionistischen Detailformen. Zur Hochstraße hin ist sie ein- und sonst viergeschoßig und weist ein halbes Kreuzdach auf. | BDA-Hist.: Q37961286 Status: Bescheid Stand der BDA-Liste: 2025-06-30 Name: Ehem. Villa Miomir, urspr. Villa Löwy GstNr.: .285 |
| ja   | Datei hochladen | Wegkapelle HERIS-ID: 71231 Objekt-ID: 84387                                                                   | bei Gläserstraße 19 Standort KG: Kurort Semmering  | Die schlichte Giebelkapelle ist mit 1857 bezeichnet. | BDA-Hist.: Q38127043 Status: § 2a Stand der BDA-Liste: 2025-06-30 Name: Wegkapelle GstNr.: 1148/6 |
| ja   | Datei hochladen | Hotel-Sanatorium-Kurhaus Semmering HERIS-ID: 45417 Objekt-ID: 46747                                           | Kurhausstraße 2 Standort KG: Kurort Semmering      | Der Bau wurde 1907/09 auf Initiative Karoline von Neumanns gemeinsam mit dem Höhentherapie-Spezialisten Franz Hansy nach Plänen von Franz von Krauß und Josef Tölk durch Oskar Laske und Viktor Fiala erbaut. Ursprünglich gab es zwei Bauteile, 1909/12 erfolgten Umbauarbeiten durch dieselben Architekten (dreigeschoßiger Bettentrakt und Speisesaal mit Terrasse baulich verbunden, aufgestockt und mit gemeinsamen Dach versehen), 1950er Jahre eine teilweise Neugestaltung der Innenräume. Bis 1988 war es ein Erholungsheim für Bundesbedienstete. Die funktionalistische Architektur weist stilistisch eine Verbindung von Heimatstil und Schlossarchitektur am Übergang vom Späthistorismus zur sachlichen Moderne auf.                            | BDA-Hist.: Q1793077 Status: Bescheid Stand der BDA-Liste: 2025-06-30 Name: Hotel-Sanatorium-Kurhaus Semmering GstNr.: .277 Hotel-Sanatorium-Kurhaus Semmering |
| ja   | Datei hochladen | Südbahnstrecke „Semmering-Bahn“ (Gloggnitz-Mürzzuschlag) HERIS-ID: 28217 Objekt-ID: 24773                     | Standort KG: Kurort Semmering                      | Die Semmeringbahn wurde 1854 eröffnet und ist die älteste normalspurige Gebirgsbahn Europas. Sie wurde von Carl Ritter von Ghega geplant. Vom Bahnhof Gloggnitz zum Bahnhof Mürzzuschlag sind es 41 Kilometer. Im Bereich der Gemeinde gibt es den Bahnhof Semmering, die Haltestelle Wolfsbergkogel und insgesamt 8 Streckenaufsichtsbauten. | BDA-Hist.: Q64026710 Status: Bescheid Stand der BDA-Liste: 2025-06-30 Name: Südbahnstrecke „Semmering-Bahn“ (Gloggnitz-Mürzzuschlag) GstNr.: .155, 1006/1, 908, .156, .154, 841/1, .151, 769/1, .158, .370, .159, .369, .161, .162 Semmering Railway in Semmering |
| ja   | Datei hochladen | Südbahnhotel-Passagierhaus, Erweiterungsbau mit Schwimmbadanbau und Verbindungsgang HERIS-ID: 111982seit 2021 | Südbahnstraße 27 Standort KG: Kurort Semmering     | Das Hotel Semmering wurde 1882 von Wilhelm von Flattich im Auftrag der Südbahngesellschaft erbaut, das sogenannte Passagierhaus stammt aus dieser ersten Phase. 1901–1903 wurde es unter der Leitung von Alfred Wildhack umgebaut und wesentlich erweitert, so dass das ursprüngliche Hotel ein Annex zum neuen Grand Hotel wurde. Es ist in einem repräsentativen Heimatstil mit malerischen Elementen wie Türmchen, Dachaufsätzen und Fachwerk gehalten. Anmerkung: Denkmalschutz (Teilunterschutzstellung) besteht für das Südbahnhotel-Passagierhaus mit Ausnahme des Inneren der Wohnungen (es gibt jedoch Musterzimmer bzw. signifikante Möbel, die geschützt bleiben), den Erweiterungsbau mit Schwimmbadanbau (samt Brauseanlage) und Verbindungsgang | BDA-Hist.: Q1610900 Status: Bescheid Stand der BDA-Liste: 2025-06-30 Name: Anlage Passagierhaus (ehem. Hotel Semmering) und Südbahnhotel samt Inventar GstNr.: 809/60, 1116/2, .177/2, .177/1, 816/1, 809/34, 809/35 Südbahnhotel Semmering                       |
| ja   | Datei hochladen | Kath. Pfarrkirche Hl. Familie HERIS-ID: 70879 Objekt-ID: 84022                                                | neben Hochstraße 40 Standort KG: Kurort Semmering  | Die Kirche wurde 1894/95 nach Plänen von Gustav von Neumann durch Peter Handler auf Initiative eines Kirchenbauvereins errichtet, die Parzelle stiftete Johann II. Fürst Liechtenstein. 1907/08 erfolgte die Vollendung der Hauptfassade und ein Zubau eines Seitenschiffs mit Empore, weitere mit der Pfarrerhebung 1934 in Zusammenhang stehende Ausbaupläne von Robert Kramreiter aus dem Jahr 1937 wurden nicht verwirklicht. | BDA-Hist.: Q38126276 Status: § 2a Stand der BDA-Liste: 2025-06-30 Name: Kath. Pfarrkirche Hl. Familie GstNr.: .231 Pfarrkirche Semmering |
| ja   | Datei hochladen | Villa Neumann/Haus Hubertus und Nebengebäude HERIS-ID: 35040 Objekt-ID: 33633                                 | Villenstraße 8 Standort KG: Kurort Semmering       | 1893/94 von Franz Neumann für seine Familie errichtet, war das Gebäude zeitweise Ferienhaus der Universale Hoch- und Tiefbau AG (1962 teilweise Umgestaltung des Inneren). Es ist ein zwei- bis dreigeschoßiger Mischbau mit alpenländischem Charakter, das Nebengebäude ein in den Hang gestellter ein- bis dreigeschoßiger Giebelbau. | BDA-Hist.: Q37961359 Status: Bescheid Stand der BDA-Liste: 2025-06-30 Name: Villa Neumann/Haus Hubertus und Nebengebäude GstNr.: .209, .304 |

## Ehemalige Denkmäler
| Foto |                 | Denkmal                                                                                 | Standort                                   | Beschreibung                                                         | Metadaten |
| ---- | --------------- | --------------------------------------------------------------------------------------- | ------------------------------------------ | -------------------------------------------------------------------- | --- |
| ja   | Datei hochladen | Wohnhaus, ehem. Dependance des Hotels Stefanie HERIS-ID: 70934 Objekt-ID: 84077bis 2020 | Semmering 64 Standort KG: Kurort Semmering | um 1900 erbaut, heute Gemeindewohnhaus, dreigeschoßig mit Satteldach | BDA-Hist.: Q38126402 Status: § 2a Stand der BDA-Liste: 2020-02-29 Name: Wohnhaus, ehem. Dependance des Hotels Stefanie GstNr.: .268 |